# Delta Piscium
Delta Piscium (Linteum, 63 Piscium) é uma estrela na direção da constelação de Pisces. Possui uma ascensão reta de 00h 48m 40.90s e uma declinação de +07° 35′ 06.7″. Sua magnitude aparente é igual a 4.44. Considerando sua distância de 305 anos-luz em relação à Terra, sua magnitude absoluta é igual a −0.42. Pertence à classe espectral K5III.